# Battaglia di Cable Street
La battaglia di Cable Street o Cable Street Riot (rivolta di Cable Street) avvenne la domenica del 4 ottobre 1936 a Cable Street nell'East End di Londra. Essa fu uno scontro fra agenti della Metropolitan Police Service, che scortavano un corteo autorizzato dell'Unione Britannica dei Fascisti, guidata da Oswald Mosley, ed un gruppo antifascista, comprendente anche ebrei, socialisti, anarchici, irlandesi e comunisti. La maggior parte dei manifestanti di entrambi gli schieramenti parteciparono al corteo con lo scopo preciso di realizzare una provocazione. Mosley decise di far marciare migliaia di fascisti vestiti con le camicie nere proprio nell'East End di Londra e in particolare attraverso il quartiere di Stepney che era abitato da una numerosa comunità israelitica, pari a circa 60 000 persone su un totale di 183 000 ebrei in città.

## I giorni precedenti la battaglia
Qualche giorno prima del 4 ottobre, attraverso gli attivisti anarchici e socialisti di Londra, i residenti dell'East End erano venuti a conoscenza dell'imminente corteo delle camicie nere britanniche all'interno del loro quartiere. Intimoriti e contrariati, quasi 100 000 residenti firmarono una petizione e la inviarono al Ministro dell'Interno John Simon, con cui chiesero al Governo di vietare il corteo. Il Ministro Simon non accolse la richiesta dei residenti ma, col fine di evitare possibili tensioni e violenze (Londra era all'epoca una fucina molto attiva di idee anarchiche e comuniste), decise di inviare uomini della Polizia Metropolitana di Londra come scorta delle camicie nere.
Le associazioni ebraiche di Londra dichiararono che il corteo era "evidentemente anti-semita" e consigliarono di "stare quanto più possibile alla larga dell'East End il prossimo 4 ottobre".
Vista la volontà delle associazioni ebraiche di rinunciare allo scontro aperto, immediatamente, il Partito Comunista di Gran Bretagna e gli anarchici decisero di organizzarsi autonomamente per bloccare il corteo dei fascisti britannici.

## Il giorno dello scontro
La mattina del 4 ottobre 1936, i contro-manifestanti sbarrarono la strada nel tentativo di impedire la sfilata. A fronteggiarsi vi erano all'incirca 2 500 fascisti e non meno di 20 000 anti-fascisti. Quella che a prima vista sembrava una manifestazione di protesta disorganizzata, in realtà era stata pianificata a tavolino in modo da bloccare le vie di accesso al corteo di Mosley. Il Daily Worker aveva pubblicato una mappa della zona in modo che i manifestanti potessero organizzare la propria presenza in modo più efficace.
Già dal loro ingresso nell'East End le camicie nere erano state raggiunte da lanci di spazzatura, uova e verdura marcia da parte dei residenti appostati sui tetti delle case. Barricate erano state costruite vicino all'incrocio con Christian Street, verso il west end di questa lunga strada. Gli oppositori al corteo erano armati in maniera assai disordinata, con gambe di sedie, pietre, bastoni e catene.
Una forza di seimila poliziotti circa tentò di riaprire la strada, anche col sostegno di agenti a cavallo, ma fu respinta dalle barricate composte anche da quattro tram abbandonati dai rispettivi autisti simpatizzanti con il corteo di protesta. Dopo una serie di scontri fra forze dell'ordine e antifascisti, in particolare in Christian Street davanti al Gardiner's Corner di Whitechapel, e avendo i giovani comunisti occupato Victoria park, per i membri del BUF restava aperta solo la via attraverso Cable Street dove le barricate e i manifestanti, nonostante un nuovo attacco della polizia, impedirono ogni passaggio: la marcia non poté essere effettuata ed il gruppo dei fascisti britannici si disperse dentro Hyde Park.
Al termine degli scontri si contarono 150 arresti tra i dimostranti e circa 175 feriti tra poliziotti e manifestanti, anche se solo cinque fascisti furono fermati.
Un testimone oculare quindicenne al momento dell'evento, William J. Fishman, disse: "Io ero andato per vedere gli ebrei con le barbe lunghe ed i cattolici irlandesi fermi ad attendere l'arrivo dei fascisti. Non potrò mai dimenticare, per il resto della mia vita, come il gruppo degli appartenenti alla classe dei lavoratori si oppose alla malvagità dei razzisti"

## Conseguenze
La battaglia di Cable Street fu il fattore principale che portò all'emanazione del Public Order Act 1936, che prescriveva un'autorizzazione preventiva della polizia per l'organizzazione di marce politiche ed il divieto di sfilare con indosso qualsiasi uniforme politica. Questo è generalmente considerato uno dei maggiori elementi che portarono al declino politico del partito fascista britannico ben prima dello scoppio della seconda guerra mondiale.
Viene inoltre ricordata come il momento di definitiva interruzione della popolarità del fascismo nel Regno Unito, anche se una settimana dopo un gruppo di antisemiti irruppe a Stepney distruggendo numerose vetrine di negozi di proprietà di cittadini di religione ebraica. L'episodio viene ricordato come il Mile End pogrom.

## Nella cultura popolare
- Viene descritta nel libro di Ken Follett L'inverno del mondo.